# Khulna
Khulna (bengali: খুলনা, Khulnā) è la terza più grande città del Bangladesh (dopo Dacca e Chittagong), ed è capoluogo del distretto di Khulna e dell'omonima divisione amministrativa. È localizzata lungo le rive dei fiumi Rupsha e Bhairab, a circa 130 km a sud ovest della capitale Dacca.
Conta 811 500 abitanti, che con l'agglomerato urbano raggiungono i 1.500.000. Sita su un ramo del delta del Gange, è  capoluogo dell'omonima Divisione amministrativa. È il più grande mercato agricolo della nazione per la produzione, lavorazione e commercio del riso ed inoltre per la canna da zucchero, lo iuta ed i semi oleosi.